# Vondelpark Open
Sinds 1995 organiseert JCI Amsterdam jaarlijks het JCI Vondelpark Open. Voor één dag verandert het Vondelpark in een 18-holes golfbaan om zo geld in te zamelen voor de verbetering en het behoud van het park. De opbrengsten komen ten goede aan de Stichting Hart voor het Vondelpark die met het ingezamelde bedrag, in overleg met de gemeente Amsterdam, investeert in het park. Dit charitatieve evenement draait volledig op de inzet van vrijwilligers.

## Resultaten
Sinds 1995 zijn er dankzij het JCI Vondelpark Open veel renovaties en verbeteringen aan het park mogelijk gemaakt. Zo zijn dankzij dit golftoernooi de muziekkoepel, de Stedemaagd en de Stedenmaagd Amsterdamse Bos gerestaureerd. Ook de parkbanken in het Rosarium en rondom het beeld van Joost van den Vondel zijn vervangen dankzij dit golftoernooi. Hiermee is dit golftoernooi het grootste particuliere initiatief dat zich inzet voor het Vondelpark.

## Trivia
- Elk jaar werkt een team van 8 personen ruim een half jaar aan de realisatie van dit evenement.
- Op de dag van het evenement werken er circa 80 vrijwilligers mee om de veiligheid te garanderen.
- Het evenement vindt normaliter plaats op de eerste vrijdag van juni.
- Binnen JCI Nederland zijn er sinds de oprichting van het JCI Vondelpark Open soortgelijke evenementen georganiseerd in stadsparken van Arnhem en Den Haag.
- Veel bekende Nederlanders hebben deelgenomen aan het golftoernooi.
- In 24 jaar JCI Vondelpark Open is er ruim €400.000 gedoneerd aan het park, waardoor het JCI Vondelpark Open de grootste particuliere sponsor van het Vondelpark is.
- JCI Amsterdam is de plaatselijke kamer van de Junior Chamber International.

## Winnaars
- 2018: De Haij & Van der Wende Advocaten
- 2017: The Dutch
- 2016: The Dutch
- 2015: The Dutch
- 2014: Amsterdam RAI (team 3) (Amsterdam)
- 2013: Amsterdam RAI (team 3) (Amsterdam)
- 2012: Randstad (Amsterdam)
- 2011: Kennedy van der Laan (Amsterdam)
- 2010: Kroezen (Culemborg)
- 2009: Montagne Services (Bussum)
- 2008: KPMG Meijburg Eagles (Amsterdam)
- 2007: Renault Nieuwendijk (Hoofddorp)
- 2006: Renault Nieuwendijk (Hoofddorp)
- 2005: Channah Vinkeveen Vastgoed Beheer (Vinkeveen)
- 2004: Keur Groep (Haarlem)
- 2003: Channah Vinkeveen Vastgoed Beheer (Vinkeveen)
- 2002: Huisman Makelaardij (Amsterdam)
- 2001: Keur Groep (Haarlem)
- 2000: Schut van Os Notarissen (Amsterdam)
- 1999: Vertigo (Amsterdam)
- 1998: Keur Groep (Haarlem)
- 1997: Keur Groep (Haarlem)
- 1996: Amstel Hotel (Amsterdam)
- 1995: ING Bank (Amsterdam)